# Torneig Nostra Catalunya
El torneig Nostra Catalunya fou un torneig amistós de futbol organitzat anualment pel RCD Espanyol al seu estadi de Sarrià, i que enfrontava quatre dels millors equips del futbol català.
Els quatre clubs convidats s'escollien en funció del que havien destacat durant la temporada un per cada província catalana (Barcelona, Tarragona, Lleida i Girona) a excepció de Barça i Reial Club Deportiu Espanyol. Es disputava en format quadrangular (semifinals i final).
El torneig s'inicià l'any 1974, juntament amb el Torneig Ciutat de Barcelona i es disputava per les mateixes dates durant el mes d'agost, jugant-se la final com a prèvia de la final del mateix Ciutat de Barcelona. La competició deixà de disputar-se l'any 1990.

## Historial[1][4]
| Any  | Campió            | Finalista      | Resultat |
| ---- | ----------------- | -------------- | -------- |
| 1974 | UE Lleida         | Girona FC      | 2-1      |
| 1975 | UE Lleida         | Club Gimnàstic | 2-1      |
| 1976 | Barcelona Atlètic | Club Gimnàstic | 1-0      |
| 1977 | UE Lleida         | Terrassa FC    | 1-1 (p)  |
| 1978 | CE Sabadell CF    | Club Gimnàstic | 1-1 (p)  |
| 1979 | CE Sabadell CF    | Girona FC      | 5-0      |
| 1980 | Club Gimnàstic    | CE Sabadell CF | 0-0 (p)  |
| 1981 | UE Lleida         | UE Figueres    | 1-1 (p)  |
| 1982 | UE Figueres       | Club Gimnàstic | 0-0 (p)  |
| 1983 | Club Gimnàstic    | UE Lleida      | 2-1      |
| 1984 | UE Figueres       | CE Sabadell CF | 0-0 (p)  |
| 1985 | CE L'Hospitalet   | UE Lleida      | 3-3 (p)  |
| 1986 | Club Gimnàstic    | UE Lleida      | 1-0      |
| 1987 | UE Lleida         | Girona FC      | 2-0      |
| 1988 | CE Sabadell CF    | UE Figueres    | 2-2 (p)  |
| 1989 | CE Sabadell CF    | UE Lleida      | 3-2      |
| 1990 | UE Lleida         | CE Sabadell CF | 1-1 (p)  |

## Palmarès
| Club              | Campionats | Edicions                           | Subcampionats | Edicions               |
| ----------------- | ---------- | ---------------------------------- | ------------- | ---------------------- |
| UE Lleida         | 6          | 1974, 1975, 1977, 1981, 1987, 1990 | 4             | 1983, 1985, 1986, 1989 |
| CE Sabadell CF    | 4          | 1978, 1979, 1988, 1989             | 3             | 1980, 1984, 1990       |
| Club Gimnàstic    | 3          | 1980, 1983, 1986                   | 4             | 1975, 1976, 1978, 1982 |
| UE Figueres       | 2          | 1982, 1984                         | 2             | 1981, 1988             |
| Barcelona Atlètic | 1          | 1976                               | 0             | -                      |
| CE L'Hospitalet   | 1          | 1985                               | 0             | -                      |
| Girona FC         | 0          | -                                  | 3             | 1974, 1979, 1987       |
| Terrassa FC       | 0          | -                                  | 1             | 1977                   |